# POLR3F
POLR3F (англ. RNA polymerase III subunit F) – білок, який кодується однойменним геном, розташованим у людей на короткому плечі 20-ї хромосоми. Довжина поліпептидного ланцюга білка становить 316 амінокислот, а молекулярна маса — 35 684.
| 10         |  | 20         |  | 30         |  | 40         |  | 50         |
| ---------- |  | ---------- |  | ---------- |  | ---------- |  | ---------- |
| MAEVKVKVQP |  | PDADPVEIEN |  | RIIELCHQFP |  | HGITDQVIQN |  | EMPHIEAQQR |
| AVAINRLLSM |  | GQLDLLRSNT |  | GLLYRIKDSQ |  | NAGKMKGSDN |  | QEKLVYQIIE |
| DAGNKGIWSR |  | DIRYKSNLPL |  | TEINKILKNL |  | ESKKLIKAVK |  | SVAASKKKVY |
| MLYNLQPDRS |  | VTGGAWYSDQ |  | DFESEFVEVL |  | NQQCFKFLQS |  | KAETARESKQ |
| NPMIQRNSSF |  | ASSHEVWKYI |  | CELGISKVEL |  | SMEDIETILN |  | TLIYDGKVEM |
| TIIAAKEGTV |  | GSVDGHMKLY |  | RAVNPIIPPT |  | GLVRAPCGLC |  | PVFDDCHEGG |
| EISPSNCIYM |  | TEWLEF     |  |            |  |            |  |            |

A: Аланін

C: Цистеїн

D: Аспарагінова кислота

E: Глутамінова кислота

F: Фенілаланін

G: Гліцин

H: Гістидин

I: Ізолейцин

K: Лізин

L: Лейцин

M: Метіонін

N: Аспарагін

P: Пролін

Q: Глутамін

R: Аргінін

S: Серин

T: Треонін

V: Валін

W: Триптофан

Задіяний у таких біологічних процесах, як імунітет, вроджений імунітет, транскрипція, противірусний захист, ацетилювання. 
Локалізований у ядрі.